# Carlings

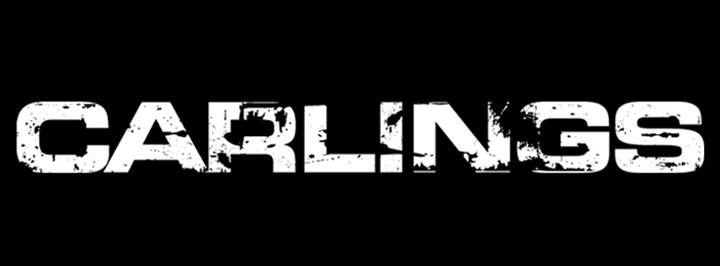
Logo

Carlings är en butikskedja från Norge med inriktning på ungt mode. Carlings ingår i Varner-Gruppen AS och riktar sig främst till en målgrupp mellan 18 och 35 år. Första butiken öppnade 1908 i Norge. Under 1997 öppnade de första butikerna i Sverige. Idag finns över 50 butiker i landet och man har sammanlagt över 160 butiker i Norge, Sverige, Danmark och Finland.
Carlings säljer främst märken som Lee, Diesel, Levi's, Wrangler, Neuw, Replay och Vailent.

## Historik
År 1908 öppnade norrmannen Fridolf Carling en klädesbutik för män på Storgata i Oslo. Denna butik skulle senare bli en av Oslos populäraste butiker för herrkläder. Under 1960-talet öppnade Frank Varner sin första butik på Thorvald Meyersgate vid Grünerløkka i Oslo. Butiken, som hette likadant som sin ägare, Frank Varner, blev en stor succé, inom ett par år var det ett flertal ”Frank Varner”-butiker och detta var startskottet för ”Varner group textile company”. År 1980 tog Frank Varner över Fridolf Carlings på Storgatan i Oslo och gjorde om den till en jeansbutik. År 1986 öppnades det ytterligare fyra butiker i Norge med namnet ”Carlings” och kedjan var född.

## Viktiga årtal
År 1997 öppnades Sveriges första Carlingsbutik på Kungsgatan i Stockholm. Fyra år senare, 2001, öppnades Finlands första i Åbo. År 2003 öppnades även Danmarks första Carlingsbutik.